# Viriato da Cruz
Viriato Clemente da Cruz, född 25 mars 1928 i Porto Aboim i Angola, död 13 juni 1973 i Peking i Kina, var politiker och författare. Efter gymnasieutbildning i Luanda började han skriva poesi på inhemska språk och portugisiska. Han skrev för tidskriften Mensagem med utgivning 1951-1952. Tidskriften riktade sig till de nya intellektuella i Angola.

## Biografi
Viriato da Cruz föddes i Porto Aboim i provinsen Cuanza Sul. Fadern lämnade familjen och hans mor, Clementina Clemente da Cruz levde under svåra ekonomiska förhållanden, men lyckades ändå skicka sonen till en högskola i Luanda. På 1950-talet kom han i kontakt med den hemliga antikoloniala rörelsen och gick med i Angolas Kommunistiparti, PCA.

### Politisk aktivitet
I november 1958 gjorde Cruz och Mário Pinto de Andrade en studieresa till folkrepubliken Kina. De besökte Beijing, Shanghai och Guangzhou. Efter återkomst till Europa upprättade MPLA ett huvudkontor i Conacry huvudstad i Guinea. Kontoret flyttade senare till Leopoldville i Kongo nära gränsen till Angola. År 1960 valdes da Cruz till generalsekreterare för MPLA och blev organisationens första generalsekreterare. Han gjorde en ny resa till Kina för att försöka utverka ekonomiskt stöd för MPLA, vilket lyckades.
Vid partikongressen 1962 avsattes Cruz och Lúcio Lara blev generalsekreterare.

## Författarskap
Viriato da Cruz anses vara en av de viktigaste företrädarna för angolansk regional poesi.